# Acanthurus leucocheilus
El Acanthurus leucocheilus es un pez cirujano, de la familia de los Acantúridos. Su nombre más común en inglés es Palelipped Surgeonfish, o pez cirujano labios pálidos.Está ampliamente distribuido por el Indo-Pacífico, aunque se encuentra ocasionalmente en la mayor parte de su rango, salvo en Indonesia, dónde se reportan densidades de 11 individuos por 750 m². Se comercializa para consumo humano en el oeste de Indonesia, y en Filipinas.

## Morfología
Posee la morfología típica de su familia, cuerpo comprimido lateralmente y ovalado. La boca es pequeña, protráctil y situada en la parte inferior de la cabeza. 
Su coloración base es marrón oscuro, con una franja negra en la parte posterior y superior a la boca, y otra pálida, paralela a aquella. La boca está rodeada por una mancha blanca azulada. La aleta caudal es truncada, y tiene una franja vertical blanca en su base, y otra submarginal azul claro. Las aletas dorsal y anal son marrones, con el margen ribeteado en azul y las puntas posteriores de color marrón anaranjado. Las aletas pectorales son marrones, con el tercio exterior amarillo. La espina del pedúnculo caudal es grande y blanca.
Tiene entre 9 y 10 dientes en cada lado de la mandíbula superior, y entre 10 y 11 en la inferior; 9 espinas y entre 24 y 25 radios dorsales; 3 espinas y 23 radios anales. Como todos los peces cirujano, de ahí les viene el nombre común, tiene espinas extraíbles en el pedúnculo caudal; se supone que las usan para defenderse de otros peces. En su caso, como el resto de especies del género, tiene una a cada lado.
Alcanza los 45 cm de largo.

## Hábitat y comportamiento
Es una especie bento-pelágica y asociada a arrecifes. Suele verse en aguas claras de arrecifes exteriores y cerca de desniveles o simas. 
Su rango de profundidad está entre 3 y 40 metros, normalmente entre 3 y 30 m.
Ocurre solitario o en pequeños grupos.

## Distribución
Se distribuye en aguas subtropicales del océano Indo-Pacífico. Es especie nativa de Australia; Birmania; Filipinas; India (Andaman Is., Nicobar Is.); Indonesia; Kenia; Kiribati (Kiribati Line Is.); Maldivas; Islas Marshall; Mozambique; isla Navidad; Niue; Palaos; Papúa Nueva Guinea; Seychelles; Somalia; Sri Lanka; Tanzania; Tailandia; Timor-Leste; Tuvalu; Yemen y Yibuti.

## Alimentación
Está clasificado como pastador-detritívoro. Pasta sobre arena y se alimenta de una combinación de algas y detritus.

## Reproducción
Aunque no se disponen datos específicos sobre su ciclo de vida, como todo el género, son dioícos, ovíparos y de fertilización externa. El desove sucede alrededor de la luna llena, estando sometido a la periodicidad del ciclo lunar. No cuidan a sus crías.